# Maple Town: un nido di simpatia
Maple Town: un nido di simpatia è il diciassettesimo album discografico di Cristina D'Avena pubblicato da Five Record Srl e distribuito da C.G.D. Messaggerie Musicali SpA, nel 1987.

## Descrizione
Maple Town: un nido di simpatia è un album monografico dedicato all'anime Maple Town - Un nido di simpatia del 1986. La tracklist dell'album si apre e si chiude con la sigla italiana della serie animata che, porta lo stesso titolo dell'album, sul lato A la versione cantata mentre sul lato B la sua strumentale. Da questo album è stato estratto un solo singolo.
Diversi brani dell'album sono anche stati adattati in altre lingue romanze:
- Maple Town: un nido di simpatia[2] è stato adattato in francese per l'anime "Flo et les Robinson suisses", conosciuto in Italia con il titolo Flo la piccola Robinson e in seguito "L'isola della piccola Flo", in spagnolo per l'anime La leyenda de Blancanieves ma, sostituita in seguito dalla base musicale della sigla Biancaneve (sempre interpretata dall'artista) e infine in tedesco per Die Schatzinsel con il titolo Gold und Rum, inedita su disco;
- Oh luna amica mia è stato adattato in spagnolo con il titolo ¡Oh Luna amiga mia! per l'adattamento spagnolo di Sandy dai mille colori, "Sandy". Questo brano era stato composto dall'autore come canzone per essere interpretata da lui; nel 2017 ne realizza una cover pubblicata all'interno di Le mitiche sigle TV;
- Che festa si farà[3]: la base musicale è stata usata in Spagna come sigla di chiusura, con il titolo Siempre asì, per il loro adattamento di Magica magica Emi, ovvero La magia de Emi. In Francia come sigla per l'adattamento francese di Lucy May, Karine, l'aventure du nouveau monde. Sempre qui è stata pubblicata anche la versione strumentale, sul 45 giri relativo;
- Patty e Bobby (chi trova un vero amico)[4] è stato adattato in spagnolo con il titolo Quien encuentra un amigo verdadero sempre per Magica magica Emi.
- Quando arriverai a Maple Town[5] è stato adattato in spagnolo con il titolo Ven a jugar come seconda sigla di chiusura per Sandy dai mille colori;
- Vieni al mare dai è stato adattato in francese per il loro adattamento dell'anime Martina e il campanello misterioso, ovvero Malicieuse Kiki. Di questa canzone in Francia è stata pubblicata su 45 giri la versione strumentale.

## Tracce
- LP: FM 13600

- MC: 50 FM 13600

Lato A
Testi di Alessandra Valeri Manera, musiche di Ninni Carucci tranne Oh luna amica mia; edizioni musicali Canale 5 Music.
1. Maple Town: un nido di simpatia – 3:08
2. Patty e Bobby (chi trova un vero amico) – 4:21
3. Quando arriverai a Maple Town – 2:58
4. Oh luna amica mia – 3:42 (musica: Enzo Draghi)
5. Vieni al mare dai – 2:47

Durata totale: 16:56
Lato B
Testi di Alessandra Valeri Manera, musiche di Ninni Carucci  tranne Che festa si farà e Maple Town, di meglio non c'è; edizioni musicali Canale 5 Music.
1. Quando un giorno tu crescerai – 2:57
2. Che festa si farà – 3:08 (musica: Enzo Draghi)
3. C'è amore in ogni cosa – 3:23
4. Maple Town, di meglio non c'è – 2:48 (musica: Enzo Draghi)
5. Maple Town: un nido di simpatia (strumentale) – 3:08

Durata totale: 15:24

## Produzione
- Alessandra Valeri Manera – Produzione discografica e direzione discografica
- Direzione Creativa e Coordinamento Immagine Mediaset – Grafica
- Toei Animation – Realizzazione immagine

## Produzione e formazione dei brani
Per tutti i brani composti da Ninni Carucci
- Ninni Carucci – Tastiera, pianoforte[7], produzione e arrangiamento
- Tonino Paolillo – Registrazione e mixaggio al Mondial Sound Studio, Milano
- Piero Cairo – Programmazione
- Giorgio Cocilovo – Chitarre
- Paolo Donnarumma – Basso
- Flaviano Cuffari – Batteria
- Claudio Pascoli – Sax[8]
- I Piccoli Cantori di Milano – Coro
- Niny Comolli – Direzione coro
- Laura Marcora – Direzione coro

Per tutti i brani composti da Enzo Draghi
- Enzo Draghi – Produzione, arrangiamento, tastiera, pianoforte[9][10], chitarre[10] e programmazione
- Walter Biondi[11] – Registrazione e mixaggio al CAP Studio, Milano
- Tonino Paolillo[12] – Registrazione e mixaggio al Mondial Sound Studio, Milano
- I Piccoli Cantori di Milano – Coro
- Niny Comolli – Direzione coro
- Laura Marcora – Direzione coro